# کائو (جزیره)
کائو (جزیره) (به لاتین: Kao (island)) یک کوه و جزیره در تونگا است که در تونگا واقع شده‌است.

## خصوصیات
کائو ۱٬۰۳۰ متر بالاتر از سطح دریا واقع شده‌است.